# Vatikanische Druckerei
Die Vatikanische Druckerei (italienisch Tipografia Vaticana) wurde im Jahr 1587 gegründet. Sie gehört zu den sonstigen  Institutionen, die mit der Römischen Kurie in Verbindung stehen.

## Geschichte
Papst Sixtus V. (1585–1590) gründete 1587 die Vatikanische Druckerei, in ihr sollten korrekte Bibeln, Werke der Kirchenväter und liturgische Schriften in Latein, Griechisch, Hebräisch und Syrisch hergestellt und vertrieben werden. 1590 wurde Aldus Manutius der Jüngere (1547–1597) nach Rom berufen, wo er unter Papst Clemens VIII. (1592–1605) die vatikanische Druckerei leitete. 1609 wurde die Druckerei der Apostolischen Kammer unterstellt. Seit dem Gründungsjahr war die Druckerei mit dem Druck und dem Vertrieb von liturgischen und rechtlichen Schriftgut der päpstlichen Institute und Dikasterien zuständig. 1926 entstand unter Pius XI. (1922–1939) die Vatikanische Buchhandlung (Libreria Editrice Vaticana), die nun schwerpunktmäßig den Verkauf der Bücher und Schriften, die in der Druckerei hergestellt wurden, erledigte.

## Organisation
Das Dikasterium „Güterverwaltung des Apostolischen Stuhls“ verwaltet die Besitzgüter des Heiligen Stuhls. Ihr unterstellt sind neben der Vatikanzeitung L’Osservatore Romano, dem Radio Vatikan auch die Vatikanische Druckerei. Die Verwaltung und technische Direktion der Vatikanischen Druckerei wurde 1937 den Salesianern Don Boscos übertragen. Die technische Ausstattung der Druckerei befindet sich auf dem allerhöchsten Stand und sie verfügt über eine einzigartige Auswahl von Schrifttypen.